# Hefajst
Hefajst je v grški mitologiji bog ognja in kovaštva; sin Zevsa in Here, Afroditin mož. Rodil se je iznakažen in šepajoč, kar ni značilno za grške bogove. Po Homerjevi različici mita o Hefajstu ga je Hera, zgrožena nad tem kar je rodila, vrgla z Olimpa. Padal je devet dni in pristal v morju, kjer sta ga vzgojili Tetija in Evrinoma. Herino hudodelstvo se odloči maščevati, zato izdela zlat stol z verigami in jo vklene. Vendar jo nazadnje osvobodi, saj je le njegova mati. Hefajst je živel pod vulkani, koval orodje in orožje junakom in bogovom. Njegova šepavost je kasneje postala značilnost mitoloških kovačev. 
V rimski mitologiji je njegova ustreznica Vulkan.